# The Raveonettes
The Raveonettes sono un gruppo musicale alternative rock danese, formato da Sune Rose Wagner (chitarra e voce) e Sharin Foo (basso, chitarra e voce). La loro musica si ispira alle sonorità shoegaze con la parte vocale che richiama gli Everly Brothers.

## Storia del gruppo
I componenti del duo si incontrano a Copenaghen ed iniziano subito a registrare l'EP debutto Whip It On. Le registrazioni durano circa tre settimane e sono effettuate insieme a Manoj Ramdas e Jakob Hoyer. Dopo la pubblicazione dell'EP, avvenuta ad opera della label danese Danish Crunchy Frog mell'agosto 2002, il gruppo si concentra sul primo album. Prodotto da Richard Gottehrer, Chain Gang of Love è registrato in Danimarca e mixato a Londra. L'album viene pubblicato nell'agosto 2003 ed ottiene un buon successo anche nel Regno Unito, raggiungendo la posizione #43 della Official Albums Chart.
Il successivo album Pretty in Black si avvale della collaborazione di Ronnie Spector dei The Ronettes, Maureen Tucker (The Velvet Underground), Martin Rev (Suicide) e di altri musicisti, come Anders Christensen e Paul Motian. Il disco esce nel maggio 2005 e viene certificato disco d'oro in Danimarca. 
Nel novembre 2007 (febbraio 2008 negli Stati Uniti) esce invece Lust Lust Lust, registrato in autonomia dal gruppo; mentre nel 2008 Sune Rose Wagner pubblica un album solista dal titolo omonimo, in cui canta in danese.
Nel periodo settembre-dicembre 2008 il duo pubblica una serie di EP.
Il quarto album della band, intitolato In and Out of Control esce nell'ottobre 2009, supportato dal singolo Last Dance. All'album partecipa, nelle vesti di coautore e produttore, Thomas Troelsen. 
Sempre nel 2009 fanno da supporter ai Depeche Mode nella data del 10 maggio a Tel Aviv, in Israele, durante il Tour of the Universe della synth band britannica.
Nell'aprile 2011 fanno uscire il loro quinto album, Raven in the Grave. Inoltre partecipano con il brano Oh, Stranger alla colonna sonora del videogioco Batman: Arkham City, in uscita il 4 ottobre. Pubblicano un nuovo album nel settembre 2012: si tratta di Observator, da cui viene estratta la "title track" come singolo.
Nel marzo del 2014 registrano una cover di The End dei The Doors per la compilation "A Psych Tribute to the Doors" realizzata dalla Cleopatra Records.

## Formazione
- Sune Rose Wagner (nato a Sønderborg il 7 ottobre 1973) - chitarra, voce, altri strumenti
- Sharin Foo (nata a Emmelev il 22 novembre 1973) - basso, voce, chitarra

## Discografia

### Album in studio
- 2003 - Chain Gang of Love
- 2005 - Pretty in Black
- 2008 - Lust Lust Lust
- 2009 - In and Out of Control
- 2011 - Raven in the Grave
- 2012 - Observator
- 2014 - Pe'ahi
- 2017 - 2016 Atomized
- 2024 - The Raveonettes Sing…

### EP
- 2002 - Whip It On
- 2008 - Sometimes They Drop By
- 2008 - Beauty Dies
- 2008 - Wishing You a Rave Christmas
- 2012 - Into the Night

### Raccolte
- 2011 - Rarities/B-Sides